# 2484 Parenago
2484 Parenago (1928 TK) là một tiểu hành tinh vành đai chính được phát hiện ngày 7 tháng 10 năm 1928 bởi Grigory Neujmin ở Simeis và đặt theo tên của Pavel Petrovich Parenago.